# Marry the Night
Marry the Night (pol. Poślubić noc) – piąty, a zarazem ostatni singiel z albumu Born This Way amerykańskiej piosenkarki Lady Gagi. Piosenka została napisana i wyprodukowana przez Lady Gagę oraz Fernanda Garibaya. Została ona napisana w autobusie podczas Monster Tour Ball w Garibay. „Marry the Night” został zainspirowany energią poprzedniego utworu Gagi i Garibaya: „Dance in the Dark” i miłością do rodzinnego miasta – Nowego Jorku.
Piosenka jest w klimacie dance-pop, house i electro-pop. Jedną z jej najważniejszych cech jest użycie dzwonu kościelnego.

## Tło
Utwór został napisany przez Lady Gagę i Fernanda Garibaya podczas drogi na Monster Ball Tour, a wyprodukowany również przez nich. Gaga i Garibay pracowali wcześniej nad piosenką „Dance in the Dark”, z poprzedniej płyty Gagi pt. „The Fame Monster”. Przed rozpoczęciem prac nad „Marry the Night”, Gaga słuchając piosenki „Dance in the Dark” stwierdziła, że powinna pójść w górę, tzn. rozpocząć pracę nad nową piosenką z Garibayem.

## Krytyka
Stephen Thomas Erlewine z AllMusic dał pozytywną opinię mówiąc: „migota z neonowym pulsem”. Sal Cinquemani ze Slant Magazine nazwała „Marry the Night” wyróżniającą się częścią albumu i „godnym następcą Dance in the Dark”. Christian Blauvelt z Entertainment Weekly porównał ten utwór z pracą włoskiego producenta Giorgio Moroder. Tim Jonze z The Guardian porównał refren tego utworu do piosenki Dr Albana „It’s My Life” i czuł, że był on bardzo łatwy do zapomnienia w porównaniu do większych, dyskotekowych hitów z Born This Way. Evan Sawdey z PopMatters dał negatywną notę temu utworowi.

## Lista utworów
CD single
1. „Marry the Night” (Album Version) – 4:24
2. „Marry the Night” (David Jost & Twin Radio Remix) – 3:31

UK 7" Picture Disc
1. „Marry the Night” (The Weeknd & Illangelo Remix) – 4:04
2. „Marry the Night” (Totally Enormous Extinct Dinosaurs ‘Marry Me’ Remix) – 5:49

Marry the Night – The Remixes
1. „Marry the Night” (Zedd Remix) – 6:14
2. „Marry the Night” (Sander van Doorn Remix) – 5:38
3. „Marry the Night” (Afrojack Remix) – 9:18
4. „Marry the Night” (John Dahlback Remix) – 5:19
5. „Marry the Night” (Sidney Samson Remix) – 4:44
6. „Marry the Night” (R3hab Remix) – 4:54
7. „Marry the Night” (Lazy Rich Remix) – 5:43
8. „Marry the Night” (Dimitri Vegas & Like Mike Remix) – 5:58
9. „Marry the Night” (Quintino Remix) – 5:52
10. „Marry the Night” (Danny Verde Remix) – 7:45

## Notowania
| Notowania                       | Pozycja |
| ------------------------------- | ------- |
| Belgian Singles Chart (Walonia) | 40      |
| Canadian Hot 100                | 13      |
| Polish Airplay TOP 100          | 13      |
| German Top 40                   | 17      |
| Austria Top 40                  | 13      |
| South Korean Gaon Chart         | 11      |
| UK Singles Chart                | 7       |
| Ireland                         | 24      |
| Brazil                          | 1       |
| Liban                           | 1       |
| US Billboard Hot 100            | 29      |
| US Billboard Pop Songs          | 14      |
| Scottish Singles Chart          | 8       |